# Hans Platzgumer
Hans Platzgumer, de son vrai nom Johann Platzgummer (né en 1969) est un écrivain, compositeur, musicien et producteur autrichien.

## Biographie
Dès 1983, Johann joue de la guitare et chante dans des groupes de punk rock d'Innsbruck comme Funktaxi, Nylon, Capers, plus tard KÖB (Vienne) ou Platzlinger avec Peter Hollinger (Berlin). Après avoir étudié la guitare au conservatoire d'Innsbruck, il obtient un diplôme d'électroacoustique à Vienne à la fin des années 1980 et s'installe à Berlin-Ouest. En 1989, il s'installe à New York avec le bassiste Frank Puempel (de son vrai nom Andi Pümpel) et y fonde le groupe de rock H.P. Zinker, qu'il dirige en tant que chanteur et guitariste jusqu'en 1995 avec des musiciens différents. Il fait ensuite partie du groupe hambourgeois Die Goldenen Zitronen.
Depuis 1999, il travaille davantage dans les domaines de la musique de théâtre et du théâtre radiophonique. Platzgumer raconte en détail ses expériences entre 1987 et 2004 dans le roman autobiographique Expedition. Die Reise eines Underground-Musikers in 540 KB. Depuis les années 2000, Platzgumer travaille surtout comme auteur en plus de son activité de compositeur. Désormais, il vit en grande partie à Lochau, près de Brégence, avec sa femme et ses deux enfants.

## Littérature
Platzgumer a découvert l'écriture par le biais de sa musique pour des pièces radiophoniques. Outre des articles de revues et des contributions à des recueils, plusieurs romans, une nouvelle et un essai ont été publiés.
Contrairement au premier roman de Platzgumer, Expedition, qui avait des caractéristiques clairement autobiographiques, son deuxième roman, Weiß, est une histoire fictive. Le livre parle d'un marginal de la société occidentale qui cherche la paix intérieure dans l'Arctique. Pour ses recherches, Platzgumer s'est lui-même rendu dans l'Arctique. Parallèlement, il crée la pièce radiophonique Etwa 90 Grad, qui décrit trois expéditions au pôle Nord. Son troisième roman, Der Elefantenfuß, qui se déroule 25 ans après la catastrophe de Tchernobyl,, parait par hasard le 11 mars 2011, le jour où des séisme et un tsunami au Japon ont entraîné la catastrophe nucléaire de Fukushima. Le roman a ainsi bénéficié d'une attention particulière,,,.

## Discographie
Depuis 1987, Platzgumer a publié plus de 50 albums et donné plus de 1 000 concerts. En 2005, l'album double Expedition 87-04 sorti en tant que rétrospective, avec une coupe transversale de son œuvre.
- Deux labels indépendants américains influents ont démarré avec des disques auxquels Platzgumer a participé. Le mini-LP ...And There Was Light de H.P. Zinker sort en 1989 sous le numéro 001 du catalogue de Matador Records, le LP Perserverance de H.P. Zinker en 1992 sous le numéro 001 du catalogue de Thrill Jockey. La pochette de l'album Mountains of Madness de H.P. Ziner, conçue par Stefan Sagmeister, est nommée pour un Grammy en 1995.
- En tant que remixeur, Platzgumer a travaillé entre autres pour Tuxedomoon, Towa Tei, Tocotronic ou Amon Düül, et en tant que producteur, il a notamment travaillé pour le groupe allemand Tocotronic (Es ist egal, aber) et l'artiste autrichien André Heller (Ruf und Echo).

En 2008, Platzgumer est membre du jury du Protestsongcontest. En tant que curateur, Platzgumer a notamment travaillé au Brechtfestival. Avec l'anthropologue culturel Richard Schwarz, Platzgumer réalise à intervalles irréguliers des travaux multimédias interactifs et des installations sonores.

## Distinctions
- 2007 : Prix Emil Berlanda pour la musique contemporaine[15]. Platzgumer a reçu plusieurs prix pour des pièces radiophoniques, dont un New York City Radio Award, et des bourses littéraires à Rome, Berlin, Montréal et au Sri Lanka. En 2004, il est certifié disque d'or pour son travail avec André Heller.
- 2016 : Am Rand est nommé pour le Deutscher Buchpreis[16] et figure plusieurs mois sur la liste des meilleures ventes de l'ORF[17].
- 2022 : Prix littéraire Otto-Grünmandl.